# Barbman

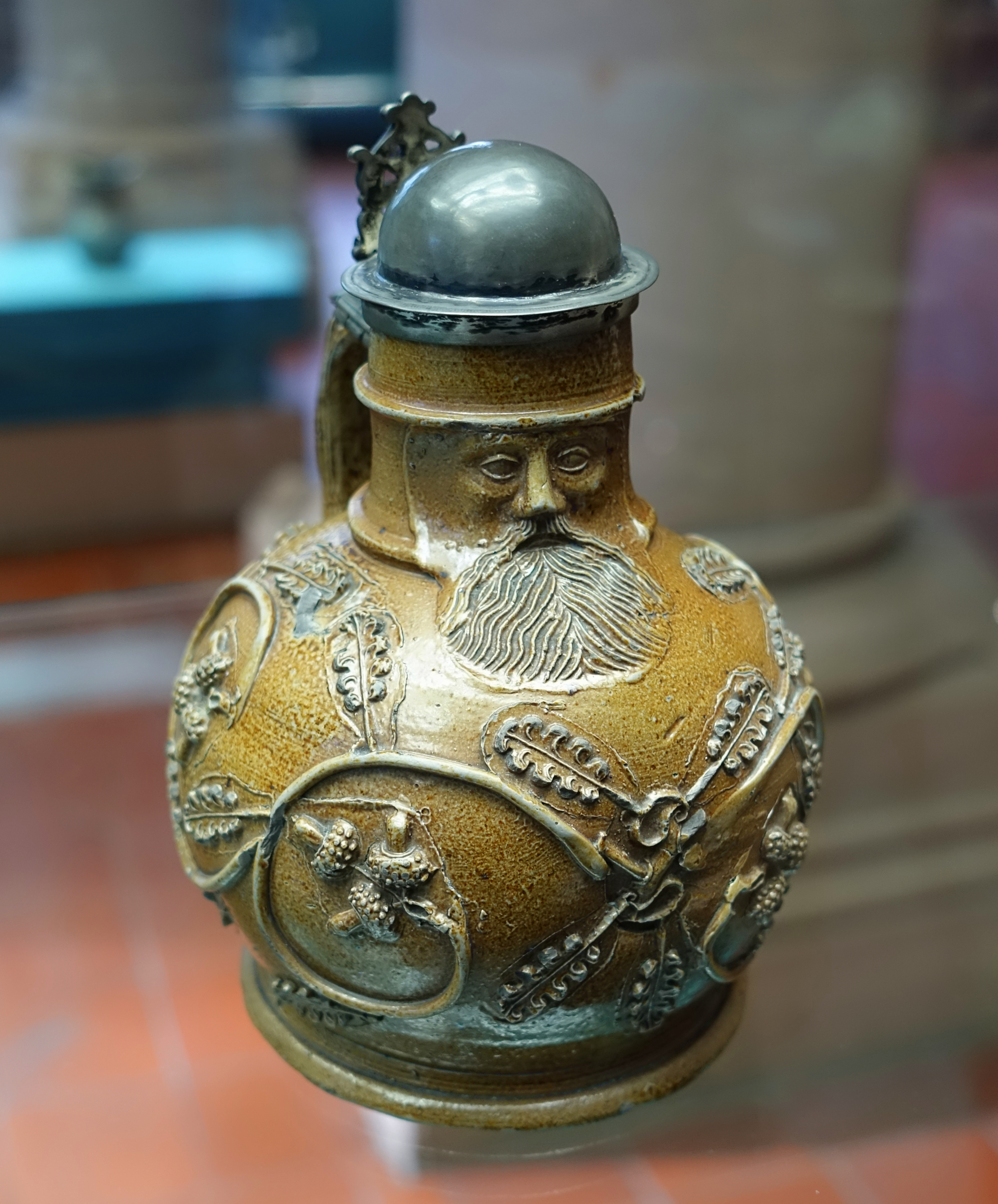
Barbman de Cologne, milieu du XVIe siècle, Nuremberg, Germanisches Nationalmuseum.

Un barbman ou bartmann ou homme barbu est un type de cruche en grès originaire d'Allemagne avec généralement une monture en étain. On l'appelle ainsi en raison d'un mascaron à figure d'homme barbu qui orne sa panse.

## Histoire
Ces cruches sont fabriquées à Cologne à partir du XVIe siècle, une ville dont les grès étaient renommés depuis un siècle. Ces grès apparaissent à la même période que les cruches des Apôtres de Creußen. La dépréciation du cardinal Robert Bellarmin dans les pays protestants fait qu'on nomme parfois ces cruches d'après son nom, comme en anglais où elles sont appelées bellarmines. Leur production se poursuit en Allemagne jusqu'au XIXe siècle et des copies sont également réalisées en Angleterre.

## Dans les collections publiques
On trouve un barbman au musée de Cluny.